# Allygidius detectus
Allygidius detectus är en insektsart som beskrevs av Ribaut 1952. Allygidius detectus ingår i släktet Allygidius och familjen dvärgstritar. Inga underarter finns listade i Catalogue of Life.